# Wigwam Motels

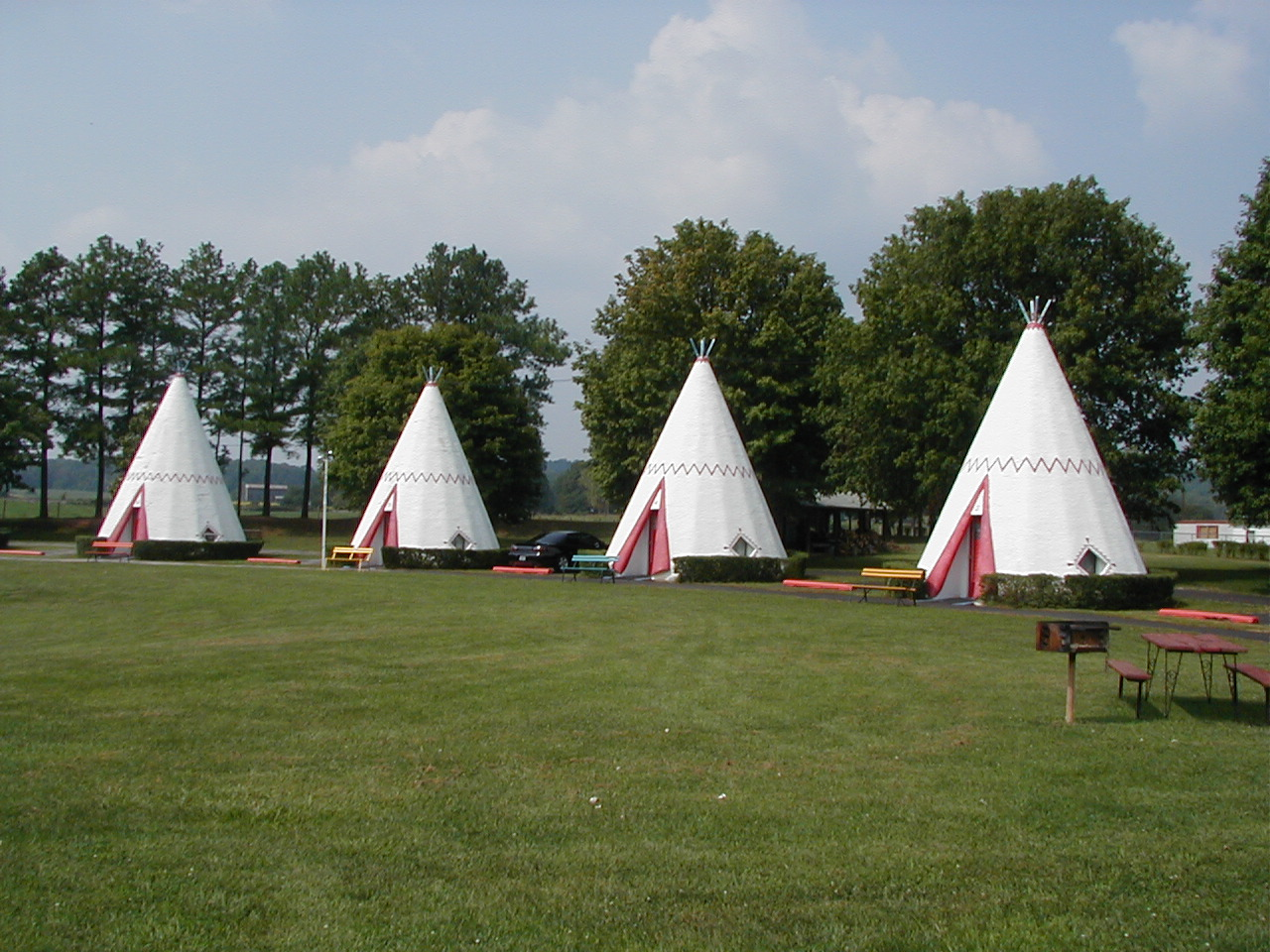
Wigwam Village #2 in Cave City, Kentucky

Die Wigwam Motels, auch bekannt als Wigwam Villages, sind in den 1930er bis -50er Jahren erbaute Motels, die aus einzelnen, Tipi-förmigen Beton-Gebäuden bestehen. Zwei von den drei übrig gebliebenen Motels liegen an der historischen Route 66, in Holbrook, Arizona und an der Grenze zwischen Rialto und San Bernardino in Kalifornien.
Das Wigwam Motel #2 in Cave City wurde am 16. März 1988 ins National Register of Historic Places (offizielle Kulturdenkmalliste der US-amerikanischen Bundesregierung) aufgenommen. Das Wigwam Village #6 folgte am 2. Mai 2002.
Die Motels wurden in dem Pixar-Film Cars als Cozy Cone Motel und im Videospiel Grand Theft Auto: San Andreas parodiert.

## Historie
Frank A. Redford meldete das mit Ornamenten verzierte Design der Gebäude am 17. Dezember 1935 zum Design Patent an, welches ihm als Design Patent D98,617 am 18. Februar 1936 erteilt wurde. Die Tipis haben am Boden einen Durchmesser von 4,3 Meter und eine Höhe von 9,8 Meter.

## Wigwam Villages

### Wigwam Village #1: Horse Cave, Kentucky
Erbaut von Frank A. Redford im Jahr 1933. Das Village wurde 1935 bereits wieder geschlossen, da es vom nahegelegenen Village #2 ersetzt wurde. Die Gebäude wurden 1982 abgerissen.

### Wigwam Village #2: Cave City, Kentucky
Wigwam Village #2 wurde 1937 errichtet und besteht aus 15 Wohn-Wigwams, die ein großes zentrales Restaurant halbkreisförmig umgeben.
Jedes Wigwam kann mit dem eigenen Auto angefahren werden und hat seinen eigenen Stellplatz direkt daneben. Das Village liegt bei 601 North Dixie Hwy in Cave City, Kentucky. (37° 8′ 42″ N, 85° 56′ 43″ W)

### Wigwam Village #3: New Orleans, Louisiana
Lag in unmittelbarer Nähe der US Highways 51, 61 und 71, wurde 1940 eröffnet und 1954 wieder geschlossen.

### Wigwam Village #4: Orlando, Florida
Wigwam Village #4 wurde 1948 erbaut, lag nahe den US Highways 441, 17 und 92 in Orlando, Florida. Wurde 1974 wieder geschlossen.

### Wigwam Village #5: Bessemer, Alabama
Nördlich von Downtown Bessemer, am US Highway 11, Bessemer, Alabama 1940 errichtet. Das 15 Wigwam beinhaltende Village wurde 1964 wieder geschlossen.

### Wigwam Village #7: Rialto/San Bernardino, Kalifornien
Von Frank Redford in 1947/49 erbaut. Die 19 Wigwams liegen in zwei Reihen halbkreisförmig um das Zentralgebäude.
Das Village befindet sich an der historischen Route 66, 2728 West Foothill Blvd. in Rialto, Kalifornien. (34° 6′ 24″ N, 117° 21′ 0″ W)